# (37087) 2000 UN67
2000 يو أن 67 (ويعرف أيضًا باسم (37087) 2000 يو أن 67 وفق تسمية الكوكب الصغير) (بالإنجليزية: 2000 UN67)‏ هو كويكب ضمن حزام الكويكبات؛ وترتيبه 37087 من حيث الاكتشاف.
اكتُشف هذا الجُرم الفلكي بواسطة بحث لنكولن عن الكويكبات القريبة من الأرض في 25 أكتوبر 2000.

## وصلات خارجية
- (37087) 2000 UN67 في قاعدة بيانات مختبر الدفع النفاث لأجرام النظام الشمسي الصغيرة

- الاكتشاف · مخطط المدار ·  العناصر المدارية · المعلمات المادية

- (37087) 2000 UN67 على موقع ويكي سكاي: DSS2, SDSS, GALEX, IRAS, Hydrogen α, X-Ray, Astrophoto, Sky Map, Articles and images